# باباآدم برگ‌پهن
باباآدم برگ‌پهن (نام علمی: Arctium platylepis) نام یک گونه از سرده بابا آدم است.